# Samuel Goddard
Samuel Pearson Goddard, Jr. (ur. 8 sierpnia 1919 w Clayton, Missouri, zm. 1 lutego 2006 w Paradise Valley, Arizona) – amerykański polityk, gubernator stanu Arizona, członek Partii Demokratycznej.
Studiował historię na Harvardzie, uzyskując w 1941 dyplom bakałarza. W czasach studenckich z powodzeniem uprawiał wioślarstwo. Krótko po ukończeniu studiów został powołany do służby wojskowej w lotnictwie. Służył m.in. w Anglii, Indiach, w Afryce Północnej i na południu Pacyfiku. Odszedł z wojska w 1946 w stopniu majora, a już jako oficer rezerwy został awansowany na pułkownika.
Po II wojnie światowej osiedlił się w Arizonie; wybór padł na ten stan po radzie lekarza, który zalecił chorującej na reumatyzm żonie Goddarda zmianę klimatu. Goddard podjął na University of Arizona studia prawnicze i po ich ukończeniu w 1949 podjął praktykę w Tucson. Był aktywnym działaczem społecznym, zaangażowanym w sprawy młodzieżowe i charytatywne. W 1959 otrzymał tytuł "człowieka roku" w Tucson.
Rozwijał jednocześnie działalność polityczną. W 1960 został wybrany przewodniczącym stanowego komitetu Partii Demokratycznej. W 1962 ubiegał się o stanowisko gubernatora Arizony, ale przegrał z walczącym o reelekcję republikaninem Paulem Fanninem. Został wybrany w kolejnych wyborach w 1964 i objął urząd na dwuletnią kadencję w 1965. Jako gubernator podpisał przepisy zakazujące dyskryminacji ze względu na rasę, płeć, wyznanie i narodowość. Podjął działania na rzecz uzyskania kompromisu z sąsiednimi stanami na temat uregulowania biegu rzeki Kolorado. Nawiązał także współpracę z meksykańskim stanem Sonora.
W 1966 przegrał walkę o ponowny wybór na gubernatora z republikaninem Jackiem Williamsem. Nie sprostał Williamsowi również w wyborach w 1968. Mimo tych porażek pozostał przewodniczącym stanowego komitetu Partii Demokratycznej przez 10 lat, był również członkiem Komitetu Narodowego partii.
Był dwukrotnie żonaty. Po raz pierwszy ożenił się w 1944 z Julią Hatch ze Springfield (Illinois), z którą miał trzech synów – Terry'ego, Tima i Billa. Po śmierci pierwszej żony w 1999 poślubił Myrę Ann. Syn Terry był z ramienia Partii Demokratycznej burmistrzem Phoenix oraz stanowym prokuratorem generalnym Arizony.